# GSC8198-821
GSC8198-821 — хімічно пекулярна зоря спектрального класу Si, що має видиму зоряну величину в смузі V приблизно  9,5.
Вона  розташована на відстані близько 1885,3 світлових років від Сонця.